# I Like 'Em Country
| Recensione | Giudizio |
| ---------- | -------- |
| AllMusic   | [ 1 ]    |

I Like 'Em Country è un album discografico di Loretta Lynn, pubblicato dalla casa discografica Decca Records nel marzo del 1966.

## Tracce

### LP
Lato A
1. Two Mules Pull This Wagon – 1:58 (Johnny Russell) – Registrato il 13 gennaio 1966 al Columbia Recording Studio, Nashville, Tennessee
2. It's Been so Long, Darling – 2:26 (Ernest Tubb) – Registrato il 6 gennaio 1966 al Columbia Recording Studio, Nashville, Tennessee
3. Sometimes You Just Can't Win – 2:30 (Smokey Stover) – Registrato il 13 gennaio 1966 al Columbia Recording Studio, Nashville, Tennessee
4. If Teardrops Were Pennies – 2:18 (Carl Butler) – Registrato il 6 gennaio 1966 al Columbia Recording Studio, Nashville, Tennessee
5. Your Cheatin' Heart – 2:55 (Hank Williams) – Registrato il 6 gennaio 1966 al Columbia Recording Studio, Nashville, Tennessee
6. Go On and Go – 2:20 (Betty Sue Perry) – Registrato il 26 febbraio 1964 al Columbia Recording Studio, Nashville, Tennessee

Lato B
1. Cry Cry Cry – 2:12 (Johnny Cash) – Registrato il 6 gennaio 1966 al Columbia Recording Studio, Nashville, Tennessee
2. The Home You're Tearin' Down – 2:26 (Betty Sue Perry) – Registrato il 4 marzo 1965 al Columbia Recording Studio, Nashville, Tennessee
3. Hurtin' for Certain – 2:00 (Richard D. Staedtler) – Registrato il 15 novembre 1965 al Columbia Recording Studio, Nashville, Tennessee
4. Today Has Been a Day – 2:12 (Jackie Webb) – Registrato il 15 ottobre 1964 al Columbia Recording Studio, Nashville, Tennessee
5. Jealous Heart – 2:50 (Jenny Lou Carson) – Registrato il 6 gennaio 1966 al Columbia Recording Studio, Nashville, Tennessee
6. Dear Uncle Sam – 2:14 (Loretta Lynn) – Registrato il 15 novembre 1965 al Columbia Recording Studio, Nashville, Tennessee

## Musicisti
Two Mules Pull This Wagon / Sometimes You Just Can't Win
- Loretta Lynn - voce
- Pete Wade - chitarra
- Grady Martin - chitarra elettrica solista
- Kelso Herston - chitarra
- Hal Rugg - chitarra steel
- David Briggs - pianoforte
- Harold Bradley - basso elettrico
- Junior Huskey - contrabbasso
- Willie Ackerman - batteria
- The Jordanaires (gruppo vocale) - cori
- Owen Bradley - produttore

It's Been so Long, Darling / If Teardrops Were Pennies / Your Cheatin' Heart / Cry Cry Cry / Jealous Heart
- Loretta Lynn - voce
- (probabile) Pete Wade - chitarra
- (probabile) Grady Martin - chitarra elettrica
- (probabile) Kelso Herston - chitarra
- (probabile) Hal Rugg - chitarra steel
- (probabile) David Briggs - pianoforte
- (probabile) Harold Bradley - basso elettrico
- (probabile) Junior Huskey - contrabbasso
- (probabile) Willie Ackerman - batteria
- (probabile) The Jordanaires (gruppo vocale) - cori
- Owen Bradley - produttore

Go On and Go
- Loretta Lynn - voce
- Harold Bradley - chitarra elettrica
- Grady Martin - chitarra elettrica
- Jerry Kennedy - chitarra
- Don Helms - chitarra steel
- Floyd Cramer - pianoforte
- Bob Moore - contrabbasso
- Buddy Harman - batteria
- The Jordanaires (gruppo vocale) - cori
- Owen Bradley - produttore

The Home You're Tearin' Down
- Loretta Lynn - voce
- Grady Martin - chitarra
- Wayne Moss - chitarra
- Don Helms (o) Hal Rugg - chitarra steel
- Floyd Cramer - pianoforte
- Harold Bradley - basso elettrico
- Junior Huskey - contrabbasso
- Buddy Harman - batteria
- The Jordanaires (gruppo vocale) - cori
- Owen Bradley - produttore

Hurtin' for Certain / Dear Uncle Sam
- Loretta Lynn - voce
- Ray Edenton - chitarra acustica
- Grady Martin - chitarra elettrica
- Hal Rugg - chitarra steel
- David Briggs - pianoforte
- Harold Bradley - basso elettrico
- Joe Zinkan - contrabbasso
- Buddy Harman - batteria
- The Jordanaires (gruppo vocale) - cori
- Owen Bradley - produttore

Today Has Been a Day
- Loretta Lynn - voce
- Pete Wade - chitarra
- Wayne Moss - chitarra
- Don Helms - chitarra steel
- Floyd Cramer - pianoforte
- Harold Bradley - basso elettrico
- Junior Huskey - contrabbasso
- Buddy Harman - batteria
- The Jordanaires (gruppo vocale) - cori
- Owen Bradley - produttore[3]

## Classifica
Album
| Anno | Classifica         | Posizione raggiunta |
| ---- | ------------------ | ------------------- |
| 1966 | Top Country Albums | 2                   |